# Acadêmicos de São Jorge
Grêmio Recreativo Cultural Esportivo Social Escola de Samba Acadêmicos de São Jorge foi fundado em 23 de maio de 2005 na Zona Norte de São Paulo por sambistas e devotos do santo popular São Jorge. O símbolo da escola é São Jorge, e as cores de sua bandeira são vermelho, azul, branco, amarelo e preto. Hoje, a escola de samba está filiada à UESP, desfilando no grupo Especial de Bairros, na avenida localizada no Butantã.

## Carnavais
| Ano  | Colocação | Grupo | Enredo | Carnavalesco | Intérprete | Ref.              |
| ---- | --- | --- | --- | --- | --- | ----------------- |
| 2011 | 7º lugar | 4-UESP | São Jorge Guerreiro, rogai por nós! | Ricardo Reis | | [ 2 ] [ 3 ]       |
| 2012 | Campeã | 4-UESP | O Circo | Ricardo Reis | Thiago Melodia | [ 2 ] [ 3 ] [ 4 ] |
| 2013 | 5º lugar | 3-UESP | Ao anoitecer me faço presente, ao amanhecer repouso aos encantos do Astro-Rei. Sou a Lua, num espetáculo de um Eclipse                                | Ricardo Reis | Royce do Cavaco e Everton Aymoré                                                                                       | [ 2 ] [ 3 ] [ 5 ] |
| 2014 | Vice-Campeã | 3-UESP | Guerreiro da vida... Cavaleiro do dia a dia... Sustento à pátria, ganhando o meu sustento... Por São Jorge na avenida: “Sou o trabalhador brasileiro” | Robson Silva | | [ 6 ]             |
| 2015 | 6° lugar | 2-UESP | De Princesa da Zona Norte ao fascínio da São Jorge... Vila Sabrina, um paraíso pra se amar!                                                           | Robson Silva | Emerson Cruz | [ 7 ]             |
| 2016 | 4º lugar | 2-UESP | O mito da guitarra e o pandeiro: os dois filhos da Mãe África nos dez anos da São Jorge: o samba e o rock.                                            | Robson Silva | Compositores: Ricardo Pais, Thiago SP, Tigrão e Rodrigo Atração                                                        | [ 8 ]             |
| 2017 | 7° lugar | 2-UESP | Nossa majestade, o sonho | Robson Silva | |                   |
| 2018 | Vice- Campeã | 2-UESP | Ifé… Terra Sagrada dos Deuses, Berço da Civilização Iorubá                                                                                            | Robson Silva | Dente da Vila | [ 9 ]             |
| 2019 | 9° lugar | 2-UESP | São Jorge apresenta: um show de terror já vai começar!                                                                                                | Renato Morett | | [ 10 ]            |
| 2020 | 10º lugar | Especial de Bairros | Do Bandeirante voraz ao juiz sagaz – Borba Gato e a cobiça do ouro                                                                                    | João Sane Malagutti | Nando Lemy | [ 11 ]            |
| 2021 | Inicialmente adiados para o mês de julho, os desfiles do Carnaval 2021 foram cancelados devido a pandemia de Covid-19. | Inicialmente adiados para o mês de julho, os desfiles do Carnaval 2021 foram cancelados devido a pandemia de Covid-19. | Inicialmente adiados para o mês de julho, os desfiles do Carnaval 2021 foram cancelados devido a pandemia de Covid-19.                                | Inicialmente adiados para o mês de julho, os desfiles do Carnaval 2021 foram cancelados devido a pandemia de Covid-19. | Inicialmente adiados para o mês de julho, os desfiles do Carnaval 2021 foram cancelados devido a pandemia de Covid-19. | [ 12 ]            |
| 2022 | 5º lugar | Especial de Bairros | Entre batuques e acordes, Saravá ao poeta de Jorge!                                                                                                   | João Sane Malagutti | Adeilton Almeida Compositores: Maurinho de Jesus, Fabiano Muvuka e Tiquinho                                            |                   |
| 2023 | 12º lugar | Especial de Bairros | Do sagrado ao místico, a São Jorge traz o 7 para a avenida!                                                                                           | Agner Souza e Dan Corrêa                                                                                               | Adeilton Almeida | [ 13 ]            |
| 2024 | Vice- Campeã | Acesso de Bairros 1 | O País da Cocanha – Um fantástico sonho folião em delírios paradisíacos                                                                               | Agner Souza e Dan Corrêa                                                                                               | Douglas Chocolate e Camila Xavier                                                                                      | [ 14 ]            |